# Allegion
Allegion Plc è un gruppo internazionale per la produzione di manufatti e soluzioni per la sicurezza di case private e aziende. Esso comprende 31 marchi mondiali e il suo fatturato annuo globale si aggira intorno ai 2 miliardi di $USA, occupa in tutto circa 8000 dipendenti e vende e produce in più di 120 paesi.
Allegion "uscì" dal gruppo Ingersoll Rand Plc il 1º dicembre 2013, divenendo una società autonoma a capitale distribuito. Ciò la pose al numero 500 dell'indice S&P, ove rimpiazzò la J. C. Penney.

## Incorporazioni e controllate
L'8 gennaio 2014, Allegion acquistò certi asset di Schlage Lock de Colombia S.A., il secondo maggior fabbricante di serrature in Colombia, con incassi di 12 milioni di $USA. Questa acquisizione portò nell'Allegion un impianto integrato di Bogotà con circa 350 dipendenti.

## Proprietà
Nel 2017 le azioni dell'Allegion sono detenute principalmente da investitori istituzionali quali T. Rowe Price, Vanguard group, JPMorgan Chase e altri.

## Località
Allegion plc ha il suo quartier generale a Dublino, in Irlanda. La sede regionale per le Americhe è a Carmel, nell'Indiana. La sede regionale del Gruppo per l'Europa si trova in Italia, a Faenza e quello per l'Asia a Shanghai, nella Repubblica Popolare Cinese.

## Marchi e controllate
- aptiQ
- AXA
- Bricard
- Brio
- Briton
- CISA
- Dalco
- Dexter by Schlage
- Falcon
- FSH

- Fusion Hardware Group
- Glynn-Johnson
- Inafer
- Interflex
- ITO Kilit
- Ives
- Kryptonite lock
- LCN
- Legge
- Milre

- Normbau
- PegaSys
- Schlage
- Segurex
- Simons Voss Technologies
- Steelcraft
- Trelock
- Von Duprin
- XceedID
- Zero International